# Теофило Гутијерез
Теофило Антонио Гутијерез Ронкансио (шп. Teófilo Antonio Gutiérrez Roncancio; 17. мај 1985) колумбијски је фудбалски репрезентативац који тренутно насту за Реал Картахену.
Познатији је по свом надимку, Тео, а важи за једног од најталентованијих колумбијских нападача. Пре Ривер Плејта играо је у Турској за Трабзонспор, као и за аргентински Ланус и мексички клуб Круз Азул. За фудбалску репрезентацију Колумбије игра од 2009, има 31 наступ и постигао је 13 голова. На Светском првенству 2014, постигао је гол за Колумбију у победи од 3:0 на утакмици против Грчке.

## Трофеји

### Трабзонспор
- Куп Турске (1) : 2009/10.
- Суперкуп Турске (1) : 2010.

### Круз Азул
- Куп Мексика (1) : 2013. (Клаусура)

### Ривер Плејт
- Првенство Аргентине (1) : 2014.
- Аргентинско суперфинале (1) : 2014.
- Копа Судамерикана (1) : 2014.
- Рекопа Судамерикана (1) : 2015.
- Копа Либертадорес (1) : 2015.

### Спортинг Лисабон
- Суперкуп Португала (1) : 2015.